# Paul Neagu
Paul Neagu (* 22. Februar 1938 in Bukarest; † 16. Juni 2004 in London) war ein britisch-rumänischer Zeichner, Bildhauer, Maler und Performance Artist.

## Leben
Paul Neagu war der zweite Sohn von sechs Kindern des Flickschusters Tudor Neagu und dessen Frau Rosalie und wuchs in Timișoara auf. Er studierte Philologie, Philosophie und Ingenieurwissenschaften. Von 1959 bis 1965 studierte er an der Nationalen Universität der Künste Bukarest am Institut für Plastische Kunst "Nicolae Grigorescu". Vor seiner künstlerischen Tätigkeit arbeitete er als Elektriker und technischer Zeichner. Seine 1965 geschlossene Ehe mit Sibyla Orancea wurde 1967 kinderlos aufgelöst.
Als die rumänische Regierung ihre Minderheiten- und Kulturpolitik vorübergehend lockerte, reiste er 1969 auf Einladung des Künstlers Richard Demarco nach London, wo er seither lebte und arbeitete. Neagu leistete zusammen mit den zu diesem Zeitpunkt noch aufstrebenden Künstlern Joseph Beuys und Tadeusz Kantor einen Beitrag zu Demarcos Programm beim Edinburgh Festival Fringe.
In London hielt er Vorlesungen über die Schönen Künste am Hornsey College of Art, der Slade School of Fine Art, und am Chelsea College of Art and Design. 1976 wurde er zum Associate Professor am Royal College of Art berufen. Unter seinen Schülern befanden sich unter anderem Antony Gormley, Anish Kapoor, Tony Cragg, Langlands & Bell, und Rachel Whiteread.
Neagu erhielt 1977 die britische Staatsbürgerschaft, und zwischen 1991 und 1992 seine rumänische Staatsbürgerschaft zurück. Neben der Lehrtätigkeit verfolgte Paul Neagu seine eigene Künstlerkarriere. Sein starker Kaffee- und Tabakkonsum bereiteten ihm später gesundheitliche Probleme. 1989 spendete ihm seine Schwester eine Niere für eine Transplantation. 2003 erlitt er einen Schlaganfall, von dem er eine Sprachbehinderung zurückbehielt.
Nach Neagus Tod verkaufte die Londoner Galerie Flowers East Arbeiten aus seinem Nachlass.

## Künstlerisches Schaffen
Neagus Hintergrund als technischer Zeichner zeigte sich auch in seinen Zeichnungen und Skulpturen. Seine Skulpturen vermitteln die Vorstellung von Bewegung durch abstrakte Form. Seine Zeichnungen, Gemälde, Skulpturen und Performances sind eng miteinander verknüpft. Typisch für seine Arbeiten sind Sternformen und andere geometrische Formen, oft aus Edelstahl, deren Oberflächenstruktur das Licht einfängt und bricht. Sie laden zur Beteiligung des Betrachters ein und verlangen dessen Konzentration; sie brauchen Zeit sowie Raum um ihren Weg in dessen Bewusstsein zu finden.
Des Schusters Leisten, ein dreieckiges Stück Holz oder Metal in Fußform, auf dem Schuhe hergestellt oder repariert werden, wurde das in Neagus Werken immer wiederkehrende Markenzeichen, welches er Hyphen nannte. Für den religiösen Neagu, der tiefen Respekt vor der „heiligen Geometrie“ hatte, symbolisiert das Hyphen die formale Dreieinigkeit des Dreiecks, des Quadrates und des Kreises. Er sah in dem Hyphen die Quelle einer allumfassenden Energie zur Beherrschung des menschlichen und damit phantasievollen Lebens.
Neagus Werke befinden sich in zahlreichen öffentlichen Sammlungen, darunter in Großbritannien das British Museum, die Tate Gallery, das Victoria and Albert Museum und der Scottish National Gallery of Modern Art in Edinburgh. Weitere Arbeiten befinden sich in Sammlungen des Fonds départemental d'art contemporain in Bobigny, der Dublin City Gallery The Hugh Lane, dem Musee Cantonal de Beaux Arts in Lausanne, dem Muzeul Național de Artă al României in Bukarest, sowie dem Philadelphia Museum of Art.
Zwei seiner Arbeiten stehen seit 1990 als öffentliche Skulpturen in seinem Heimatland; Crucea Mileniului am Piața Charles de Gaulle in Bukarest, sowie Crucificarea (deutsch Kreuzigung) am Piața Victoriei in Timișoara.
Neagu stellte seine Arbeiten weltweit aus und erhielt zahlreiche Auszeichnungen, darunter 1996 die Blue-Ribbon-Medaille (Kongo Hosyo) der japanischen Regierung sowie den Leverhulme Trust Research Award im Jahr 1997.